# Prolasso del funicolo ombelicale
Il prolasso del funicolo (o cordone) ombelicale è una grave emergenza ostetrica e si manifesta con i sintomi di una severa sofferenza fetale.

## Eziologia
Le cause del prolasso di funicolo ombelicale possono essere molteplici e fra le più significative ricordiamo gravidanza gemellare, amnioressi intempestiva, prematurità, polidramnios.

## Patogenesi
Una o più anse di funicolo si insinuano davanti alla parte presentata al momento del parto, la stessa di conseguenza esercita una pressione sul funicolo provocando la sofferenza fetale.
Si parla di prolasso di funicolo quando l'ansa presentata è a membrane rotte mentre si parla di procidenza di funicolo quando le membrane sono integre, tuttavia nella pratica medica è comune riassumere prolasso e procidenza nella definizione di prolasso di funicolo.

## Esami di laboratorio e strumentali
Il monitoraggio cardiotocografico mostra un'evidente bradicardia e senza manovre di emergenza si giunge in breve tempo alla morte del feto.

## Trattamento
L'unica soluzione efficace per eliminare o quantomeno ridurre le drammatiche conseguenze di un prolasso di funicolo (morte del nascituro o paralisi cerebrale infantile) è quella di espletare il parto nel minor tempo possibile, generalmente ricorrendo ad un parto cesareo d'emergenza.